# Lancia Augusta
El Lancia Augusta es un automóvil de turismo fabricado por la marca italiana Lancia entre los años 1933 y 1936.
El Augusta fue presentado al público por primera vez el 5 de octubre de 1932 en salón del automóvil de París con el nombre de Belna (únicamente en Francia), sin embargo el lanzamiento oficial se haría en abril de 1933 en el salón del automóvil de Milán para el público italiano con el nombre de Augusta.
El Lancia Augusta se distinguió por introducir novedosas características para la época como el motor V4 en ángulo estrecho, suspensión anterior con ruedas independientes, muelles helicoidales, frenos hidráulicos y sobre todo puertas de acceso al habitáculo sin pilares. El augusta representó un récord de ventas histórico para Lancia, llegando a fabricar 17.000 ejemplares en Italia, y 3.000 unidades en Francia hasta 1936, fecha en que finaliza la producción de este modelo.

## Galería

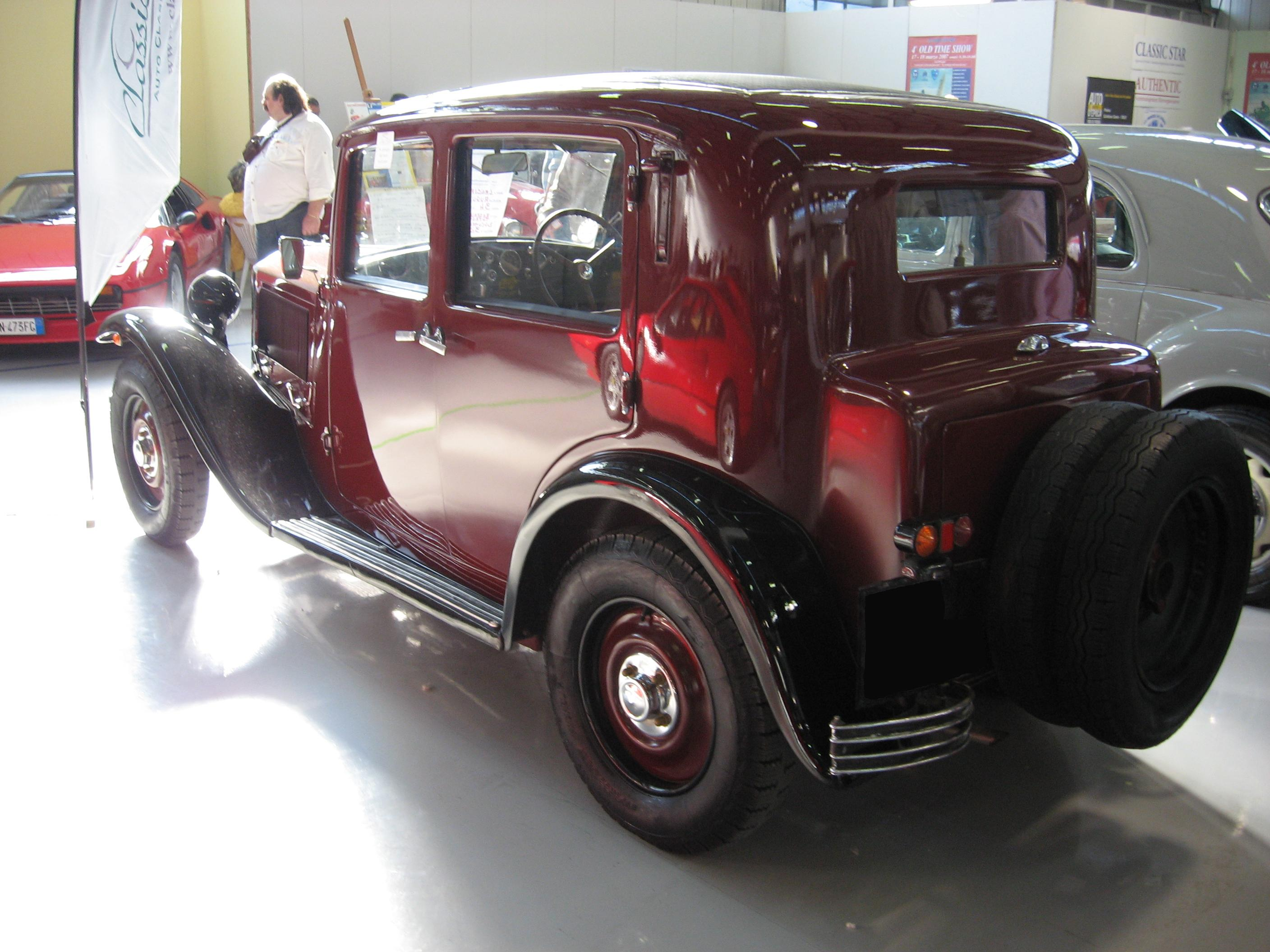
Vista posterior del Lancia Augusta Rear.
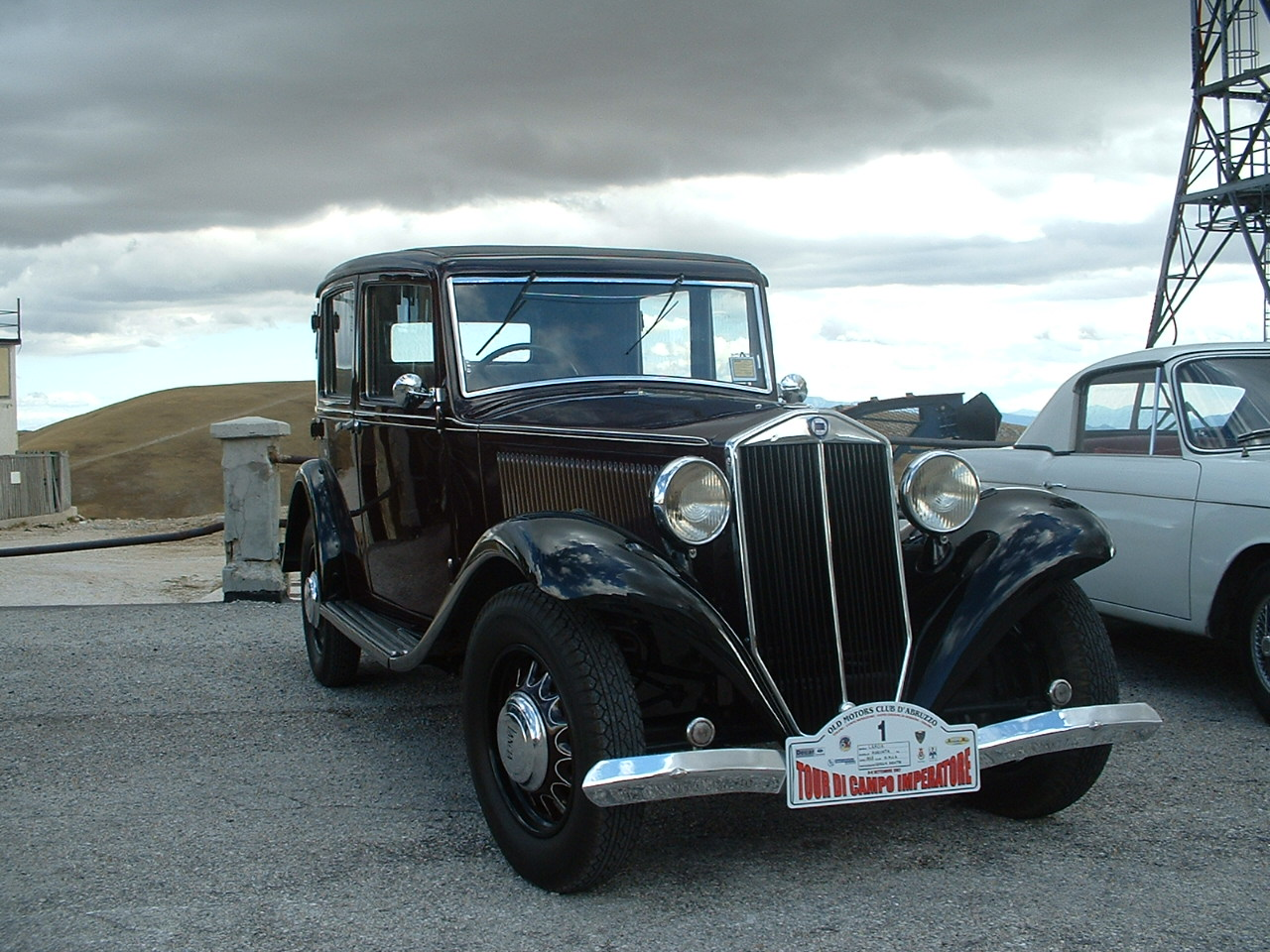
Lancia Augusta 1935.